# فرودگاه ماندرا
فرودگاه ماندرا (به انگلیسی: Mandera Airport) یک فرودگاه همگانی، غیرنظامی با کد یاتا NDE است که یک باند فرود آسفالت دارد و طول باند آن ۱۱۰۰ متر است. این فرودگاه در شهر ماندرا، کنیا کشور کنیا قرار دارد و در ارتفاع ۲۳۱ متری از سطح دریا واقع شده است.